# Michael Mathieu
Michael Mathieu (ur. 24 czerwca 1984 w Freeport) – bahamski lekkoatleta, sprinter, złoty medalista igrzysk olimpijskich z Londynu, srebrny medalista igrzysk w Pekinie i mistrzostw świata z Osaki w sztafecie 4 × 400 metrów. Brązowy medalista z Rio de Janeiro (2016). Reprezentant kraju na IAAF World Relays.

## Sukcesy
| Rok  | Zawody                     | Miasto         | Miejsce              | Konkurencja               | Czas                 |
| ---- | -------------------------- | -------------- | -------------------- | ------------------------- | -------------------- |
| 2007 | Mistrzostwa świata         | Osaka          |                      | 4 × 400 metrów            | 2:59,18 min.         |
| 2007 | Igrzyska panamerykańskie   | Rio de Janeiro |                      | 4 × 400 metrów            | 3:01,94 min.         |
| 2008 | Igrzyska olimpijskie       | Pekin          |                      | 4 × 400 metrów            | 2:58,03 min.         |
| 2012 | Igrzyska olimpijskie       | Londyn         |                      | 4 × 400 metrów            | 2:56,72 min.         |
| 2014 | IAAF World Relays          | Nassau         |                      | 4 × 400 metrów            | 2:57,59 min.         |
| 2014 | Igrzyska Wspólnoty Narodów | Glasgow        |                      | 4 × 400 metrów            | 3:00,51 min.         |
| 2015 | IAAF World Relays          | Nassau         |                      | 4 × 400 metrów            | 2:58,91 min.         |
| 2016 | Halowe mistrzostwa świata  | Portland       |                      | 4 × 400 metrów            | 3:04,75 min.         |
| 2016 | Igrzyska olimpijskie       | Rio de Janeiro |                      | 4 × 400 metrów            | 2:58,49 min.         |
| 2017 | IAAF World Relays          | Nassau         | 5. miejsce (Finał B) | 4 × 400 metrów            | 3:05,37 min. (elim.) |
| 2017 | IAAF World Relays          | Nassau         |                      | 4 × 400 metrów (mieszana) | 3:14,42 min.         |
| 2017 | Mistrzostwa świata         | Londyn         | eliminacje           | 4 × 400 metrów            | 3:03,04 min.         |
| 2018 | Igrzyska Wspólnoty Narodów | Gold Coast     |                      | 4 × 400 metrów            | 3:04,62 min.         |

## Rekordy życiowe
- bieg na 100 metrów – 10,18 (2015)
- bieg na 200 metrów – 20,16 (2012) do 2018 rekord Bahamów
- bieg na 400 metrów – 45,00 (2015)